# Fernando López Guisado
Fernando López Guisado (Madrid; 1977) es un poeta y escritor madrileño.

## Biografía
Con una clara vocación poética, Fernando López Guisado publicó su primer libro con apenas dieciocho años y desde entonces no ha dejado de crear una obra sólida, rebosante de imaginación y originalísima en la búsqueda de un mundo lleno de misterio, que roza quizá lo paranormal pero que se hace aún mayor en la poesía amorosa o existencial.
La publicación en 2012 de "La letra perdida" le colocó entre los autores más leídos de su generación. En 2015 "Rocío para Drácula", un intenso y extenso libro, recibió el Premio de la Asociación de Editores de poesía. También reconocido por su vertiente narrativa, suele desarrollar la misma mediante relatos de terror, delirio y humor negro, muchos de ellos recopilados en el volumen "Montaña rusa".
Intenso activista cultural, colabora con diferentes medios y ha realizado labores de traducción, corrección, profesor de taller de creación, asesor literario y jurado en diversos certámenes.

## Libros de poesía
- ”Aromas de soledad”. 1995. ISBN 84-605-4015-4. Ed. Encarcopy S.L.
- ”El altar de los siglos” 1998. ISBN 84-8374-013-3. Ed. Huerga y Fierro
- ”La letra perdida”. 2012. ISBN 978-84-940523-5-4. Ediciones Vitruvio. 2ª ed. 2014. Finalista del Premio de la Asociación de editores de Poesía. Edición ecuatoriana en El Quirófano Ediciones 2015.
- "Porque nunca fue suyo". 2013. ISBN 84-615-7252-6. Editorial alacena Roja.
- ”Rocío para Drácula”. 2014. ISBN 978-84-943270-3-2. Ediciones Vitruvio. Premio de la Asociación de editores de Poesía.
- "#orgía_sin_mí". 2018. ISBN 978-84-949001-4-3. Ediciones Vitruvio.
- "Vestido de verde hacia Nunca Jamás". 2020. ISBN 978-84-122284-4-1. Ediciones Vitruvio.

## Libros de narrativa
- ”Montaña rusa”. 2016. ISBN 978-84-945904-0-5. Colección De Jaque Libros. Ediciones Vitruvio.

## Inclusión en antologías de poesía
- ”Los Jueves Poéticos de la Casa del Libro”. 2006. ISBN 84-7517-859-6. Ediciones Hiperión S.L.
- ”Memoria y euforia”. 2012. ISBN: 978-84-96919-59-4. Editorial Hipalage.
- ”En legítima defensa: poetas en tiempos de crisis”. 2014. ISBN 978-84-92799-71-8 Ediciones Bartleby.
- ”Voces del extremo 2014 (poesía y desobediencia)”. 2014. ISBN 978-84-16149-58-2 Ediciones Amargord.
- "La casa de los corazones rotos". 2015. ISBN 978-84-94454-13-4. Ediciones Vitruvio.
- "Diez voces de la poesía actual". 2017. ISBN 978-84-946941-0-3. Ediciones Trirremis.
- "8X11 Sueños: un homenaje a Cirlot". 2023. ISBN 978-84-124236-7-9. Ediciones Fantasma.

## Inclusión y coordinación en antologías de narrativa
- "Rivas: una mirada escrita". 2012. ISBN 978-84-92926-17-6. ER Ediciones.
- "Ilusionaria" (vol. 3). 2012. ISBN 978-84-93994-56-3. Kelonia Ediciones.
- "Historias del dragón". 2013. ISBN 978-84-941043-2-9. Kelonia Ediciones.
- ”2099-b La mejor ciencia ficción en español”. 2013. ISBN 978-84-15353-74-4. Ediciones Irreverentes.
- ”Leyendas Urbanas”. 2013. Editorial Universo.
- ”La Hermandad Poe: Anatomías Secretas”. 2013. ISBN 978-84-941804-9-1. Ediciones Nostrum. Coordinación.
- ”El viejo terrible”, homenaje a H.P. Lovecraft.  2014. ISBN 978-84-942128-3-3. Ediciones Rubeo.
- "La bruma". 2014. ISBN 978-84-941430-1-4. Ediciones de la Escuela de Fantasía.
- ”Frankenstein, diseccionando el mito”. 2014. ISBN 978-84-942366-4-8. Ediciones Kelonia.
- "Grand Gignol". 2014. Ediciones Saco de Huesos.
- "Ilusionaria" (vol. 4). 2015. ISBN 978-84-943365-2-2. Ediciones Alupa.
- "Extraño oeste". 2015. ISBN 978-84-92759-79-8. Ediciones Libros del Innombrable.
- "La Hermandad Poe: Casa de huéspedes". 2017. ISBN 978-84-697-6574-6. Ediciones Ondina. Coordinación.
- "Revista Cthulhu. Número 30". 2024. ISBN 978-84-19790-66-8. Ediciones Diábolo.

## Traducciones y correcciones
- "El comepecados y otros relatos malditos". Fiona Macleod. 2023. ISBN 978-84-19790-07-1. Diábolo Ediciones. Corrección.
- "El lemnio y otras historias sobrenaturales". John Buchan. 2023. ISBN 978-84-19790-21-7. Diábolo Ediciones. Corrección.
- "Todo Lovecraft ilustrado". Pete Von Sholly. 2023. ISBN 978-84-19790-30-9. Diábolo Ediciones. Traducción y corrección.
- "Nochebuena en un barco embrujado y otros relatos espectrales navideños". Varios autores. 2023. ISBN 978-84-19790-36-1. Diábolo Ediciones. Traducción, selección y prólogo.

## Publicaciones científicas
- "Fractura de tallo verde desde el punto de vista radiológico". Lecciones en investigación en 6º congreso ciencia sanitaria. 2023. ISBN 978-84-18472-91-6. Socifosa.
- "Infección de supernumerarios desde el punto de vista radiológico". Lecciones en actualizaciones científicas en 6º congreso ciencia sanitaria. 2023. ISBN 978-84-18472-95-4. Socifosa.
- "Sinusitis odontógenas desde el punto de vista radiológico". Lecciones en actualización y puesta al día en 6º congreso ciencia sanitaria. 2023. ISBN 978-84-18472-96-1. Socifosa.
- "Pérdida de implante y su osteointegración desde el punto de vista radiológico". Lecciones en ámbito sanitario en 6º congreso ciencia sanitaria. 2023. ISBN 978-84-18472-96-0. Socifosa.
- "Actuación que debe tener el técnico de radiología en caso de contaminación radiológica de la sala de exploración". Lecciones en avances de salud en 6º congreso ciencia sanitaria. 2023. ISBN 978-84-18472-92-3. Socifosa.
- "Actuación del técnico en caso de contaminación de la sala de exploración radiológica". Lecciones en Actualización e Investigación del 1º Congreso Investigación y Formación en Ciencia Sanitaria. 2023. ISBN 978-84-19562-06-7. Socifosa.
- "Exploraciones radiológicas en sinusitis odontógenas". Lecciones Científicas Formativas del 1º Congreso Investigación y Formación en Ciencia Sanitaria. 2023. ISBN 978-84-19562-05-0. Socifosa.
- "La pérdida de implantes por tabaquismo desde el punto de vista radiológico". Lecciones formativas del 1º Congreso Investigación y Formación en Ciencia Sanitaria. 2023. ISBN 978-84-19562-01-2. Socifosa.
- "Actuación del técnico de radiología en la ecografía doppler peneana". Lecciones Esquemática Actualizadas del 1º Congreso Investigación y Formación en Ciencia Sanitaria. 2023. ISBN 978-84-19562-04-3. Socifosa.
- "Actuación del técnico de radiología frente al paciente psiquiátrico al efectuar una exploración radiológica". Lecciones Actualizadas en Salud del 1º Congreso Investigación y Formación en Ciencia Sanitaria. 2023. ISBN 978-84-19562-02-9. Socifosa.
- "Técnicas de diagnóstico radiológica de la enfermedad periodontal". Lecciones Sanitarias del 1º Congreso Investigación y Formación en Ciencia Sanitaria. 2023. ISBN 978-84-19562-03-6. Socifosa.